# وهم نقل الجسم
وهم نقل الجسم هو وهم امتلاك جزء من جسم أو جسم بأكمله بخلاف جسم الشخص ذاته، ويُشار إليه أحيانًا باسم «ملكية الجسم» في الأدبيات البحثية. يمكن تحريضه تجريبياً عبر التلاعب بالمنظور البصري للشخص وأيضًا عبر توفير إشارات مرئية وحسية مرتبطة بجسم الشخص. ولكي يحدث ذلك، يجب أن تتجاوز آليات الإدراك الحسي من تصميم أسفل أعلى، مثل إدخال المعلومات المرئية، المعرفة ذات تصميم أعلى أسفل بأن الجسم المعين (أو جزء منه) لا ينتمي إلى الشخص. هذا يؤدي إلى حدوث وهم نقل ملكية الجسم. يُحفّز حدوثه عادةً باستخدام الواقع الافتراضي.

## وهم يد المطاط
أجرى إيرسون وسبنس وباسينجهام (2004) دراسات حول «وهم اليد المطاطية». وُضِع الأشخاص ذوي وظائف دماغ طبيعية بحيث تكون يدهم اليسرى مخفية عن أنظارهم. رأى هؤلاء الأشخاص أمامهم يدًا يسرى تبدو حقيقية. مسّد المجرّبون كلتا اليدين –اليد اليسرى المخفية واليد المطاطية- بفرشاة رسم. أوضحت التجربة عندما مُسّدت كلتا اليدين بشكل متزامن وفي نفس الاتجاه، بدأ الأشخاص يشعرون أن اليد المطاطية كأنّها يدهم. عندما طُلب منهم استخدام يدهم اليمنى للإشارة إلى يدهم اليسرى، فإنهم في معظم الأحيان كانوا يشيرون إلى اليد المطاطية. وعندما مُسّدت كلتا اليدين الحقيقية والمطاطية في اتجاهات مختلفة أو في أوقات مختلفة، لم يشعر الأشخاص أن اليد المطاطية هي يدهم.
أثناء إجراء التجربة، سجّل المجرّبون أيضًا نشاط أدمغة المشاركين باستخدام جهاز تصوير بالرنين المغناطيسي «إم آر آي». أظهرت عمليات المسح نشاطًا متزايدًا في الفص الجداري، وبعد ذلك مباشرة، عندما بدأ الأشخاص يشعرون أن اليد المطاطية هي يدهم ، أظهر المسح نشاطًا متزايدًا أيضًا في قشرة الدماغ أمام الحركية، وهي منطقة الدماغ المشاركة في تخطيط الحركات. من ناحية أخرى، عندما كانت تُمسّد كلتا اليدين الحقيقية والمطاطية بشكل غير متناسق ولم يشعر الأشخاص بأن اليد المطاطية هي يدهم، لم تُنشّط القشرة أمام الحركية. من هذا استنتج المجرّبون أن القشرة الجدارية كانت متورطة في المعالجة البصرية واللمسية. والقشرة الأمام حركية، والتي تحصل على المعلومات المنقولة من القشرة الجدارية، كانت مسؤولة عن شعور الملكية لليد المطاطية.
قدّمت دراسة أخرى من نفس المختبر دليلًا إضافيًا لملكية اليد المطاطية هذه (إيرسون وزملاؤه عام 2007؛ سلاتر وزملاؤه عام 2009). استخدم المجربون نفس الإجراء الذي اتبعته التجربة السابقة لإثبات الشعور بالملكية الذي ينطوي عليه تحفيز القشرة أمام الحركية. ثم هُددت اليد المطاطية عن طريق القيام بحركة طعن تجاهها بإبرة (دون لمسها اليد المطاطية في الواقع). أظهرت فحوصات التصوير بالرنين المغناطيسي نشاطًا متزايدًا في منطقة من الدماغ تسمى القشرة الحزمية الأمامية والتي تُنشّط عادةً عندما يتوقع الشخص الألم، إلى جانب الباحة الحركية الإضافية والتي تُنشّط عادة عندما يشعر الشخص بالرغبة في تحريك ذراعه (فرايد وزملاؤه عام 1991؛ بيرون ولوران وغارسيا لاريا عام 2000). ترقُّب الأشخاص للإبرة جعلهم يقومون برد فعل كما لو أن اليد المطاطية هي يدهم، مع تحريك أيديهم الحقيقية لتجنب الإبرة على الرغم من أنها لم تكن حقيقةً في خطر.

## التعزيز باستخدام المخدرات
يُحسَّن وهم نقل الجسم بشكل كبير باستخدام الكيتامين، ويصبح المشاركون أكثر عرضة للإحساس الزائف بملكية الأطراف بالمقارنة مع عدم استخدامه. على الرغم من أن الطبيعة الدقيقة لتأثير الكيتامين هي مجرد تخمين، إلّا أن هناك سمتين له. أولاً، يُحرّض زيادة عامة في المؤشرات الذاتية والسلوكية للوهم. ثانيًا، عُثر على هذا التأثير حتى في حالة عدم التزامن الحسي، وهو مناورة من شأنها أن تُقلل عادة من تجربة الوهم. قد يُفهم هذا التأثير من ناحية تأثير الدواء على توازن تصميم أعلى أسفل وأسفل أعلى -المفسِّر للخصائص المميزة للوهم- كون الكيتامين يؤدي إلى زيادة عامة في الميل لحدوث الوهم، في حين أن حساسية ترابط المدخلات الحسية والبصرية تكون محفوظةً. وهناك احتمال آخر هو أن الكيتامين يعزز من بروز المدخلات البصرية (مشهد اليد المطاطية في وضع متوافق مع يد الشخص) على حساب المعلومات الناشئة عن عدم التزامن الزمني بين المدخلات الحسية. هذا من شأنه أن يفسر سبب كفاية وجود اليد المطاطية لتمكين الوهم من الاستمرار، حتى عندما يكون في شكل مخفف، أي عندما تكون المدخلات الحسية البصرية غير متزامنة.
يحدث تأثير مشابه جدًا عند إعطاء الدوبامين والعوامل المحررة للنورأدرينالين مثل الديكستروأمفيتامين. تشتمل أوجه التشابه على زيادة التقارير الذاتية عن حدوث تجسيد لليد المطاطية أثناء الوهم، ويُرى أيضًا تأثير الديكستروأمفيتامين المُعزِّز للوهم أثناء عدم التزامن الحسي.